# Plapigella jessicae
Plapigella jessicae är en insektsart som beskrevs av Nielson 1989. Plapigella jessicae ingår i släktet Plapigella och familjen dvärgstritar. Inga underarter finns listade i Catalogue of Life.